# Веймут (футбольний клуб)
ФК «Веймут» (англ. Weymouth Football Club) — англійський футбольний клуб з однойменного міста, заснований у 1890 році. Виступає у Південній футбольній лізі. Домашні матчі приймає на стадіоні «Боб Лукас Стедіум», який вміщує 6 600 глядачів.
У сезоні 2005/2006 Веймут виграв чемпіонство в Національній лізі Південь і наступні три сезони виступав у Конференції Прем'єр (п'ята за рангом ліга в системі футбольних чемпіонатів Англії). Найкращий результат у цій першості "Террас" показали у сезоні 2006/2007, фінішувавши на 11-му місці (тоді у лізі грало 24 клуби). 
У Кубку Англії найкращий результат (4-й раунд) Веймут показав у сезоні 1961/1962.